# Kampania public relations
Kampania public relations – to zestaw działań, których spójność, kompleksowość, przygotowanie, dostosowanie do charakterystyki grup docelowych oraz precyzyjne zaplanowanie przyczyniają się do realizacji celu jaki stawiają sobie jej twórcy. Jest to zbiór działań ściśle powiązanych ze strategią public relations.
Podobnie jak w przypadku kampanii reklamowej, istotnym elementem, który pozwala na funkcjonalne ułożenie kampanii public relations jest brief. Pozwala on na określenie oczekiwanych do osiągnięcia celów, związanych z wywołaniem reakcji, budową postaw, opinii, zmianami świadomości, zachowań czy samego wizerunku. Brief w przypadku kampanii public relations definiuje także budżet, założenia harmonogramu oraz co najważniejsze – opis kluczowych oczekiwań względem wykonawcy.
W polskiej branży public relations istnieją dwa konkursy, w ramach których nagradzane są kampanie public relations. Są to organizowany przez Związek Firm Public Relations konkurs „Złote Spinacze” oraz organizowany przez Stowarzyszenie Agencji Public Relations konkurs „PR Wings”. Jednym z najbardziej prestiżowych konkursów na świecie jest Golden World Awards for Excellence.